# Großer Sonnenröschen-Bläuling
Der Große Sonnenröschen-Bläuling (Aricia artaxerxes) ist ein Schmetterling (Tagfalter) aus der Familie der Bläulinge (Lycaenidae).

## Merkmale
Die Falter erreichen etwas größere Flügelspannweiten als die sehr ähnlichen Kleinen Sonnenröschen-Bläulinge (Aricia agestis). Die Arten sind nur sehr schwer voneinander zu unterscheiden, denn ihre Beschreibung ist fast identisch: Sie haben dunkelbraune Flügeloberseiten, wobei sowohl auf den Vorder- als auch auf den Hinterflügeln deutlich orangefarbene Randflecken sichtbar sind. Die Flügelunterseiten beider Flügelpaare sind hell graubraun. Auf ihnen sind schwarze, hell umrandete Punkte und breite, orange gefärbte Flecken, die in einer Binde angeordnet sind, zu erkennen.
Große Sonnenröschen-Bläulinge haben aber im Unterschied zu den Kleinen meist nur schwach ausgebildete orangefarbene Randflecken. Trotzdem ist auch anhand dieser Merkmale keine sichere Bestimmung möglich. Sogar Untersuchungen der Geschlechtsorgane können die Verwechslung nicht ausschließen.
Die Raupen sind mehr blaugrün (statt grün wie die von A. agestis) gefärbt und ihnen fehlen auch die roten Längsstriche an den Seiten und am Rücken.

### Ähnliche Arten
- Kleiner Sonnenröschen-Bläuling (Aricia agestis)

## Genetik
Das Genom eines männlichen Exemplars Aricia artaxerxes ist über 458 Mb (Megabasen) sequenziert. Dieses Ergebnis wurde in silico 23 Großmolekülen zugeordnet, die seinem haploiden Chromosomensatz 1n = 23 entsprechen. Das Z-Chromosom trägt als geschlechtsbestimmendes Element die Nummer 23. Die 22 Autosomen sind nach abnehmender Größe geordnet. Insgesamt wurden 12,688 proteincodierende und 2,225 nicht kodierende Gene festgestellt.
Die Daten sind abgelegt im European Nucleotide Archive und zugänglich unter der Nummer PRJEB42114.

## Vorkommen
Die Falter kommen in Nordafrika, in der Türkei östlich bis zum Altai und In Teilen Nord-, Süd- und Mitteleuropas vor. Sie fehlen in weiten Teilen des nördlichen Mitteleuropas und der Iberischen Halbinsel. Anhand der Verbreitung kann man in manchen Teilen Europas die beiden ähnlichen Arten gut trennen, da in manchen Bereichen nur eine Art vorkommt. Sie bewohnen sonnige Hänge mit Grasbewuchs, besonders auf Kalkböden und im Bergland. Man findet sie häufig auch auf Küstenklippen.

## Flugzeit
Die Falter fliegen in einer Generation von Mitte Juni bis Ende Juli.
Dagegen treten die Kleinen Sonnenröschen-Bläulinge mit ihren zwei bis drei Generationen früher im Jahr auf und fliegen auch deutlich länger.

## Nahrung der Raupen
Die Raupen ernähren sich gleich wie die von A. agestis in erster Linie von Gelbem Sonnenröschen (Helianthemum nummularium), aber auch von Storchschnäbel- (Geranium) und Reiherschnäbelarten (Erodium) wie z. B. von Kleinem Storchschnabel (Geranium pusillum) und Reiherschnabel (Erodium cicutarium).

## Entwicklung
Die Weibchen legen ihre Eier auf der Blattoberseite der Futterpflanzen ab. Die Raupen fressen aber nur auf der Unterseite der Blätter. Sie überwintern am Boden in vertrocknetem Laub, neben den Pflanzen.